# Braddock (Pensilvania)
Braddock es un borough ubicado en el condado de Allegheny en el estado estadounidense de Pensilvania. En el año 2000 tenía una población de 2912 habitantes y una densidad poblacional de 1992.2 personas por km².

## Geografía
Braddock se encuentra ubicado en las coordenadas 40°24′13″N 79°52′7″O / 40.40361, -79.86861.

## Demografía
Según la Oficina del Censo en 2000 los ingresos medios por hogar en la localidad eran de $18 473 y los ingresos medios por familia eran $20 669. Los hombres tenían unos ingresos medios de $26 333 frente a los $19 867 para las mujeres. La renta per cápita para la localidad era de $13 135. Alrededor del 35% de la población estaba por debajo del umbral de pobreza.